# Ingrid Sehrbrock
Ingrid Sehrbrock (* 1. Juni 1948 in Offenbach am Main) ist eine deutsche Sozialpolitikerin und Gewerkschaftsfunktionärin. Von Ende 1999 bis 31. Mai 2013 war sie Mitglied des Geschäftsführenden Bundesvorstands des DGB, von Mai 2006 bis Mai 2013 dessen stellvertretende Vorsitzende.

## Beruflicher Werdegang
Ingrid Sehrbrock wuchs in Offenbach am Main in einer katholischen Arbeiterfamilie auf. Nach einer Ausbildung von 1964 bis 1967 zur Drogistin, die sie mit Auszeichnung abschloss, erwarb sie auf dem zweiten Bildungsweg das Abitur. Von 1971 bis 1976 studierte sie Anglistik, Politikwissenschaft, Chemie und Pädagogik (Lehramt) in Frankfurt am Main. Bis 1987 als Studienrätin tätig, wurde sie persönliche Referentin der Staatssekretärin für Frauenangelegenheiten des Landes Hessen, Otti Geschka. Gemeinsam traten sie an, um herauszufinden, was mit den noch von der rot-grünen Vorgängerregierung beschlossenen Frauenförderpläne zu machen sei.
1989 wechselte sie nach Bonn als Bundesgeschäftsführerin der Frauen-Union der CDU (FU) unter Rita Süssmuth. Sie war gleichzeitig Leiterin der Abteilung Frauen- und Familienpolitik der CDU im Konrad-Adenauer-Haus und Stellvertreterin der Hauptabteilung Politik.
Zentrales Anliegen war ihr, die Gleichstellung der Frauen in der CDU auf der Grundlage der entsprechenden Parteitagsbeschlüsse umzusetzen. So konnte sie 1989 den ersten statistischen Frauenbericht für CDU-Bundesparteitage einführen. Mit Rita Süssmuth und älteren CDU-Politikerinnen der FU setzte sie sich für eine Frauenquote in der CDU ein, die jahrelang abgelehnt wurde.
Im Zuge der deutschen Einheit mussten die ostdeutschen Frauen in der CDU von einer Quotenregelung erst überzeugt werden. 1996 beschloss die Partei ein Frauenquorum, das zwar Fortschritte brachte, sich im Laufe der Jahre aber als leicht zu umgehendes Instrument erwies. Im Bundesfachausschuss Frauen der CDU gelang es, eine Handreichung für die regelhafte Einrichtung von kommunalen Frauenbeauftragten durchzusetzen.
Als Bundesgeschäftsführerin der FU regte sie an das Themenspektrum mit Veranstaltungen und Beschlüssen zu erweitern u. a. zu „Behinderte Frauen“, „Wie Familien wohnen wollen“, „Frauen knüpfen Netze für die Zukunft“, „Bausteine für die Einheit“ und eine Handreichung für Frauen, die sich selbständig machen wollen. Mit umweltpolitischen Positionen und einem Leitfaden für kinderfreundliche Gemeinden machte sie sich für Mitglieder aktivierende Arbeitsgrundlagen stark. Moderne Werbematerialien und Seminare für Frauen, die sich politisch engagieren wollten, sollten mehr Frauen für die aktive Mitarbeit motivieren und Mut machen, für Ämter und Mandate zu kandidieren.
Von 1997 bis 1999 ging sie als Sozialattaché nach Tschechien und in die Slowakei und arbeitete an den deutschen Botschaften Prag und Bratislava. Neben den Kontakten zu Gewerkschaften und Wirtschaftsverbänden pflegte sie auch solche zu alten und neuen Frauenorganisationen und förderte u. a. den Erfahrungsaustausch durch mehrere Konferenzen in der Deutschen Botschaft in Prag.
Ende 1999 wurde sie in den Geschäftsführenden Bundesvorstandes des DGB gewählt, 2006 zur stellvertretenden Bundesvorsitzenden, wo sie eine Gegenkandidatur von Ursula Engelen-Kefer, ihrer Vorgängerin, gewann. Sie war verantwortlich für die Bildungspolitik, insbesondere für Aus- und Weiterbildung, für Jugendpolitik sowie für den öffentlichen Dienst und Beamte, zeitweise auch für die Sozialpolitik. Ab 2006 übernahm sie den Bereich Frauenpolitik. Sie gehörte dem Hauptausschuss des Bundesinstitut für Berufsbildung (BIBB) an und saß viele Jahre dem Kuratorium der Hans-Böckler-Stiftung (HBS) vor. Als Vorsitzende des Bildungswerks des DGB schob sie ein entwicklungspolitisches Projekt mit SEWA (Self Employed Women’s Association) an, das den Blick auf die riesige Zahl informell beschäftigter Frauen in Indien lenkte. Das Bundesministerium für Bildung und Forschung (BMBF) berief sie in mehrere beratenden Gremien zu Aus- und Weiterbildung, sie war Mitglied des Antidiskriminierungsbeirats der Bundesregierung. Während sie mit bildungspolitischen Themen schwer Profil gewinnen konnte, änderte sich das nach ihrer Wahl als stellvertretende Vorsitzende und neuen Aufgabenfeldern. Sie legte sich schon früh auf einen gesetzlichen Mindestlohn fest, forderte Freistellungsmöglichkeiten und soziale Absicherung für Privatpersonen, die in der Familie pflegen, und war maßgeblich an einem von vielen Akteuren anerkanntes Modell des DGB zur Weiterentwicklung und Absicherung „geringfügiger Beschäftigung“ beteiligt. Die Gleichstellung von Frauen in der Gesellschaft (und im DGB) waren und blieben für sie klare Herausforderungen.
In den 1980er-Jahren lernte sie das menschenverachtende südafrikanische Apartheidsystem kennen und die starke Rolle der Frauen dort. Die Teilnahme an einem Exposure- und Dialogprogramm von Justitia et Pax in einem indischen Slum und einem in Südafrika sensibilisierte und prägte sie für die Entwicklungszusammenarbeit. Reisen nach Südafrika und Indien motivierten sie für ihr späteres Engagement im Verein Xertifix e.V.
Sehrbrock übte mehrere Aufsichtsratsmandate aus.

## Ehrenämter
Mitte der 1970er-Jahre wurde Sehrbrock Mitglied der Jungen Union, 1975 auch Mitglied der CDA (Christlich-Demokratische Arbeitnehmerschaft) und der CDU. 1976 trat sie in die Gewerkschaft HBV (heute ver.di) ein.
Motiviert von Lebensgeschichten älterer erwerbstätiger Frauen formierte sie mit Mitstreiterinnen die Arbeitsgemeinschaft berufstätiger Frauen in der CDA (ABF) Hessen und kooperierte mit den DGB-Frauen bei frauenrelevanten Fragen. Auch die politische Bildungsarbeit der Jungen Arbeitnehmerschaft (JA) prägte sie maßgeblich wie auch entsprechende Angebote für Frauen, als Basis für sachorientiertes politische Engagement. Viele Jahre gehörte sie dem Bundesvorstand der ABF an und sie entwickelte den ersten Frauenförderplan der CDA. Konsequent verfolgte sie das Ziel einer frauengerechten Sprache in den Papieren der CDA. 1987 setzte sie sich in einer Kampfkandidatur als stellvertretende Bundesvorsitzende der CDA durch und blieb in dieser Funktion bis 2013, als sie diese Position für eine jüngere Kollegin frei machte.
1977 wurde sie als Stadtverordnete ihrer Heimatstadt Offenbach am Main gewählt und blieb dies bis 1981. Sie engagierte sich maßgeblich in Bildungsfragen und der Kulturpolitik u. a. für den Wiederaufbau des Büsing Palais, eines der wenigen historisch bedeutsamen Gebäude der Stadt.
Von 2006 bis 2012 gehörte sie dem Bundesvorstand der CDU an.
2010 trat sie dem Kreis Lesben und Schwule in der Union bei, um ein Zeichen gegen Diskriminierung von LGBTIQ+ Personen zu setzen.
Sie war Mitglied im Zentralkomitee der deutschen Katholiken und in beratender Funktion der AG Gesellschaftliche und soziale Fragen der Deutschen Bischofskonferenz.
Von 2013 bis 2023 arbeitete sie ehrenamtlich in der Hilfsorganisation CARE Deutschland als Vizepräsidentin mit Schwerpunkten u. a. auf dem von Minister Müller angestoßenen Textilbündnis und dem Inlandsprojekt „KIWI“.
Ehrenamtlich ist sie heute als Vorsitzende des Vereins Xertifix e.V. tätig, der Natursteine aus Steinbrüchen oder steinverarbeitenden Betrieben in Indien, China und Vietnam zertifiziert, wenn die Produktionsstätten den Xertifix Standard einhalten (u. a. keine Kinderarbeit, existenzsichernde Löhne (Existenzlohn), Arbeitsschutz und Arbeitssicherheit, und alle Kernarbeitsnormen der ILO).
Sie ist Mitglied im Kuratorium der CAIDAO Beratungsgesellschaft, einer Strategieberatung für Betriebsräte und berät sie in gleichstellungspolitischen und mitbestimmungsrelevanten Fragen.
Sie gehört dem Vorstand der Stiftung Christlich Soziale Politik und Bildung (CSP) in Königswinter an, der sich bundesweit für politische Bildung auf der Grundlage des christlichen Menschenbilds engagiert. Ihr besonderes Anliegen ist es, in Ostdeutschland für den Wert der Demokratie zu werben und zu motivieren, bestehende Gestaltungsräume auch zu nutzen.
An ihrem Wohnsitz im Landkreis Oberhavel arbeitet sie ehrenamtlich im Kreisvorstand der CDA.

## Ehrungen
- 2013: goldenes Ehrenzeichen der CDA
- 2021: Bundesverdienstkreuz am Bande
- 2022: Eintrag in das Ehrenbuch der Stadt Hohen Neuendorf

## Belege
1. ↑  Ingrid Sehrbrock im Munzinger-Archiv (Artikelanfang frei abrufbar)
2. ↑   Archivlink (Memento des Originals vom 11. Juni 2015 im Internet Archive)  Info: Der Archivlink wurde automatisch eingesetzt und noch nicht geprüft. Bitte prüfe Original- und Archivlink gemäß Anleitung und entferne dann diesen Hinweis.

| Personendaten    | Personendaten                      |
| ---------------- | ---------------------------------- |
| NAME             | Sehrbrock, Ingrid                  |
| KURZBESCHREIBUNG | deutsche Gewerkschaftsfunktionärin |
| GEBURTSDATUM     | 1. Juni 1948                       |
| GEBURTSORT       | Offenbach am Main                  |